# عمری احمدف
عمری احمدف (انگلیسی: Omari Akhmedov؛ زادهٔ ۱۲ اکتبر ۱۹۸۷) ورزشکار هنرهای رزمی ترکیبی اهل روسیه است. وی از سال ۲۰۱۰ میلادی تاکنون مشغول فعالیت بوده‌است.